# 3-й Шевченківський провулок (Житомир)
3-й Шевченківський провулок — провулок в Корольовському районі міста Житомира. 

## Характеристики
Розташований на теренах історичного району Путятинка, у місцевості, відомій як Левківка. Бере початок з Левківського провулка, завершується на вулиці Шевченка. Забудова провулка представлена індивідуальними житловими будинками садибного типу.

## Історичні відомості
До 1950-х років землі за місцем розташування провулка вільні від забудови. Провулок та його забудова сформувалися у 1950-х роках. З'єднав новопрокладену ділянку вулиці Шевченка з існуючим Левківським провулком. Отримав назву в 1958 році.